# Andrzej Nowacki
Andrzej Nowacki (* 15. října 1953, Rabka-Zdrój, Polsko) je polský výtvarník, průkopník geometrické abstrakce, představitel hnutí op-artu.

## Život a tvorba
Andrzej Nowacki se narodil 15. října 1953 v polském městě Rabka a rané dětství prožil v Krakově. Jeho první uměleckou zkušeností byla práce v oblasti památkové péče. Po odchodu z Polska v roce 1977 začal studovat skandinávské jazyky na univerzitě v Göthenburgu a posléze němčinu a dějiny umění v Innsbrucku.
Počátkem osmdesátých let se seznámil s průkopníkem geometrické abstrakce Henrykem Stażewským, s nímž se poté přátelil mnoho dalších let. Jeho raná tvorba je proto Stażewským výrazně ovlivněná.
V polovině devadesátých let začal spolupracovat s Heinzem Teufelem, jedním z nejvýznamnějších sběratelů konkrétního umění a majitelem galerií s pobočkami v Kolíně nad Rýnem a později v Berlíně. Právě u něj se setkal s tvorbou Maxe Billa, Josefa Albertse, Antonia Calderary a Bridget Riley, z níž čerpal inspiraci k hledání vlastní cesty při práci na čárových reliéfech.
V roce 1994 obdržel soukromé stipendium ve West Orange v USA. V letech 1997 až 2001 se zúčastnil workshopů organizovaných polskou kritičkou umění Bożenou Kowalskou s názvem „Ve znamení geometrie“ v Okunince a následných výstav v Oblastním muzeu v Chelmnu. V roce 2001 obdržel od Pollock-Krasner Foundation stipendium na roční pobyt v New Yorku. V roce 2005 odcestoval do Ósaky, kde otevřel svou první výstavu v Japonsku. V roce 2006 byl na rezidenčním pobytu na floridském Anna Maria Island, kde pracoval na reliéfech pro miamskou Seth Jason Beitler Gallery.
V roce 2015 si Nowacki otevřel prostorný ateliér v postindustriálním areálu v Ostravě Dolních Vítkovicích, kde začal pracovat na velkoplošných a detailních reliéfních kompozicích. Od roku 2018 pracuje také v novém ateliéru v Neues Kunstquartier v Berlin Schöneweide.
Žije a pracuje v Berlíně.

## Samostatné výstavy
- 1987 Pommersfelde Gallery, Západní Berlín, Německo
- 1992 Pryzmat Gallery, Krakov, Polsko
- 1993 Sernov & Rose Gallery, Berlín, Německo
- 1994 Lederman Fine Art Gallery, New York, USA
- 1995 Berinson Gallery, Berlín, Německo
- 1996 Amfilada Gallery, Štětín, Polsko
- 2000 Heinz Teufel Gallery, Berlín, Německo
- 2001 International Cultural Centre, Krakov, Polsko
- 2003 Rochow Museum, Reckahn, Německo; Municipal Gallery Arsenal, Poznaň, Polsko
- 2004 Piekary Gallery, Poznaň, Polsko; National Museum, Štětín, Polsko
- 2005 KISSHO Fine Art Gallery, Ósaka, Japonsko
- 2006 Seth Jason Beitler Gallery, Miami, USA
- 2017 National Art Gallery, Sopoty, Polsko
- 2019 Milan Dobeš Museum Archivováno 1. 5. 2021 na Wayback Machine., Ostrava, Česko
- 2020 AP Atelier Josef Pleskot, Praha, Česko

## Kolektivní výstavy
- 1989 Natan Fedorowski Gallery, Západní Berlín, Německo
- 1996 Art Fair, Berinson Gallery, Stockholm, Švédsko
- 1997 Willy-Brandt-Haus, Berlín, Německo
- 1998 Munchensalen Gallery, Stockholm, Švédsko
- 1999 Goethe-Institut, Drážďany, Německo; Tiroler Kunstpavillon, Innsbruck, Rakousko
- 2003 Art Fair (Art on Paper), Londýn, Velká Británie; Art Miami, Miami, USA; Mondriaanhuis, Amersfoort, Nizozemsko
- 2004 Ålands Konstmuseum, Mariehamn, Finsko; George L. Sturman Museum of Fine Art, Miami, USA; Arte Milano, Galéria Komart, Milán, Itálie
- 2005 National Museum, Štětín, Polsko
- 2006 Contemporary Art Space Archivováno 6. 5. 2021 na Wayback Machine., Ósaka, Japonsko
- 2007 Arte Milano, Milán, Itálie; The Palace of Fine Arts, Krakov, Polsko
- 2009 Märkisches Museum, Berlin, Germany; National Museum, Štětín, Polsko
- 2011 National Art Gallery, Sopoty, Polsko; Dům umění, Ostrava, Česko
- 2014 Milan Dobeš Museum, Bratislava, Slovensko
- 2016 National Art Gallery, Sopoty, Polsko
- 2017 Kunstmuseum Stuttgart, Německo
- 2020 Milan Dobeš Museum Archivováno 1. 5. 2021 na Wayback Machine., Ostrava, Česko